# Cadea
Cadea ist eine nur zwei Arten umfassende Gattung der Doppelschleichen (Amphisbaenia). Die unterirdisch lebenden, beinlosen Echsen kommen endemisch auf Kuba und der Nebeninsel Isla de la Juventud vor (engl. Cuban Worm Lizards).

## Merkmale
Cadea-Arten sind kleine, beinlose Echsen und besitzen auch keinen Schultergürtel und kein Becken. Ihre Maximallänge liegt bei 26 cm. Wie bei anderen Doppelschleichen ist der Körper durch vollständig oder teilweise umlaufende Hautfalten (Annuli) geringelt. Osteoderme (Hautknochenplatten) fehlen sowohl auf der Körperoberseite als auch auf der Bauchseite.

## Arten
- Cadea blanoides (Stejneger, 1916)
- Cadea palirostrata Dickerson, 1916

## Systematik
Die Gattung zählte früher zu den Eigentlichen Doppelschleichen (Amphisbaenidae) wird heute aber in eine eigene Familie gestellt. Ihre Schwestergruppe ist die im Mittelmeerraum vorkommende Gattung Blanus. Die Trennung beider Taxa soll vor etwa 40 Millionen Jahren stattgefunden haben und die Vorfahren von Cadea auf treibenden Vegetationsinseln den Atlantik überquert haben.